# Határőrség Magyarországon

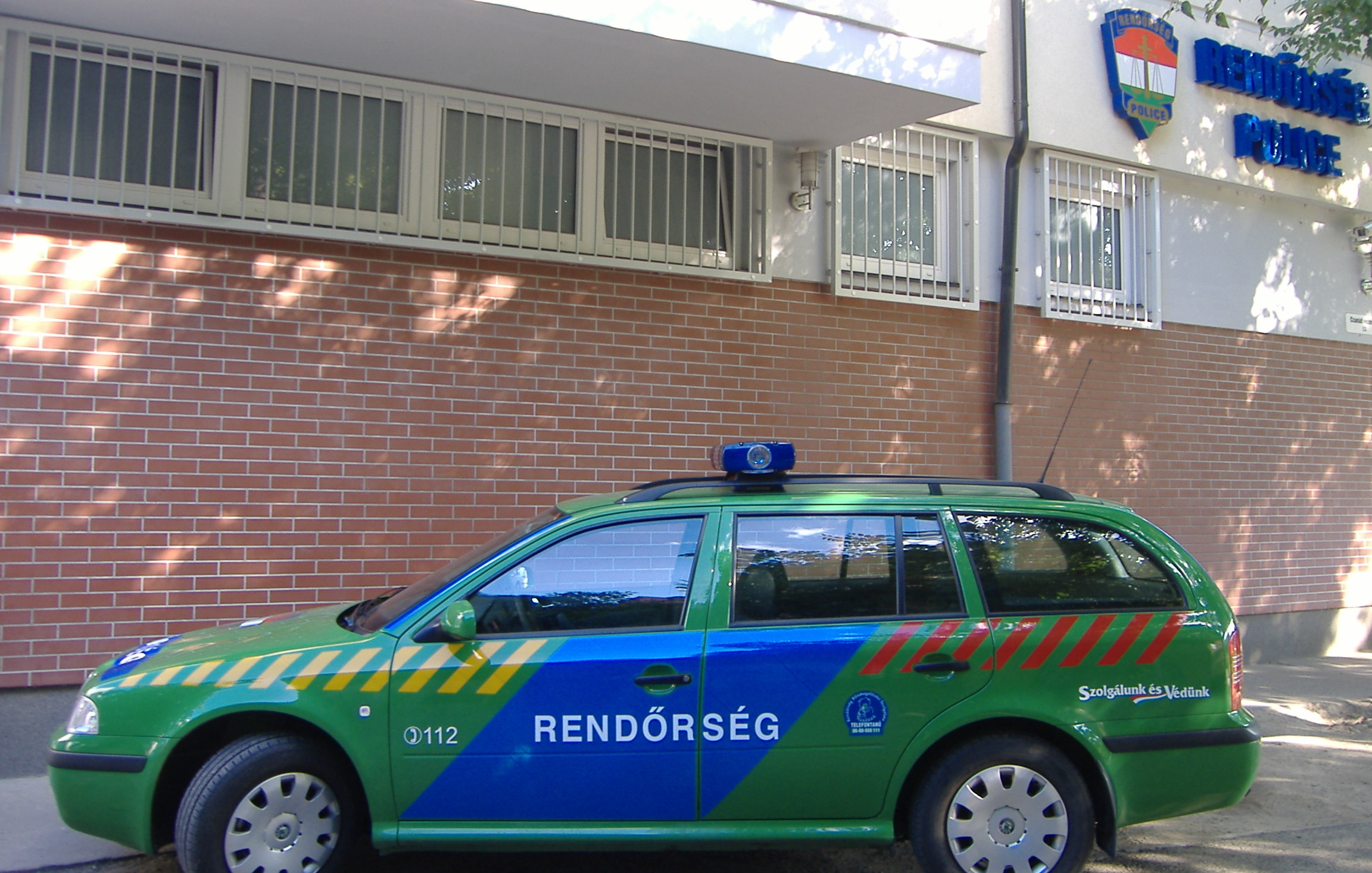
Rendőrségi gépjármű Makón, a Csanád vezér téren. Az autó korábban a Határőrség használatában volt; a 2008-as összevonás után új feliratozást kapott, de jellemző zöld alapszíne megmaradt.

A Magyar Köztársaság Határőrsége (röviden: Határőrség) Európában 1946–2007 között szinte egyedülálló szervezet volt, mivel a határőrizetet és -ellenőrzést Európa legtöbb államában a rendőrség vagy a csendőrség látta el, Magyarországon azonban önálló közigazgatási szervről volt szó. 2006-ig az addig létező Belügyminisztérium alá tartozott, 2006-tól felszámolásáig a Rendőrséggel (és az alá tartozó félönálló szervezetekkel, például Rendészeti Biztonsági Szolgálat, Nemzeti Nyomozó Iroda, Köztársasági Őrezred) és a Büntetés-végrehajtási Szervezettel együtt az Igazságügyi és Rendészeti Minisztériumnak volt alárendelve. 
Fő feladata a határok ellenőrzése, illetve határátlépéssel kapcsolatos bűncselekmények felderítése volt. Bár rendészeti jellegét az utóbbi években erősítették, és alapvetően rendészeti szervről van szó, kettős jogállása megmaradt, azaz háború esetén egyes egységei, az úgynevezett határvadász századok az Alkotmány alapján beolvadnak a Magyar Köztársaság Honvédségébe, irányításukat pedig a Honvédelmi Minisztérium veszi át. 
Az úgynevezett mélységi ellenőrző rendszernek köszönhetően a Határőrség nemcsak a határterületeken volt aktívan jelen, de a városokban is, főként olyan csomópontokon, mint például a pályaudvarok, ahol fennáll az illegális bevándorlók megjelenésének veszélye. Emellett általános rendőri feladatokat is ellátott, a sötétkék egyenruhát és baseballsapkát vagy opcionálisan zöld baszksapkát viselő határőrök gyakran a rendőrökkel együtt járőröztek és intézkedtek.

## A Határőrség története – gyepű, határvármegyék, végvárak, határőrvidékek
Magyarországon a honfoglalás után megkezdődött a gyepűk kialakítása és a gyepűelvű államhatár a Magyar Királyság megszervezésének időszakára kialakult. I. (Szent) István király az elsők között szervezte meg a határvármegyéket és ezzel a gyepűk őrzését. A korai magyar határőrizet megszilárdítása és a határvédelem megszervezése I. (Szent) László király nevéhez fűződik. Emlékét a Határőrség mindig is megőrizte, ő vált a határőrök védőszentjévé és Szent László napja (június 27.) egyben a Határőrség napja is volt, amit minden évben megünnepelt a szervezet.
A határvármegyék (marchia) élén határispánok (marchio) álltak. A határvárak nem régi nemzetségi várak voltak, mint a rendes vármegyék esetén, hanem az országból kivezető utak mentén a magyar-szláv etnikai határon épített földvárak (lásd: Baranyavár, Pozsony, Nyitra, Zemplén). A határvármegye két részre oszlott, belső lakott és külső lakatlan vagy gyéren lakott részekre. A kettőt az akadályokkal teletűzdelt gyepű választotta el, amin az átjárhatóságot akadálymentes részek, kapuk biztosították (lásd Kapuvár). A gyepűn kívüli lakatlan rész volt a gyepűelve. Az országot nem egyetlen gyepű határolta, a rendszert mélységében tagolt külső és belső gyepűk alkották. A fegyveres személyzetet a lövők (portyázó lovas székely vagy besenyő könnyűíjászok – lásd: Horvátlövő, Zalalövő és Lövérek) és az őrnagy vezette őrök adták. Újonnan létrehozott határvármegye esetén általában a megye lakott területét nem egyetlen már létező vármegyétől vették el, hogy annak gazdasági és katonai teljesítőképességét ne rontsák túlságosan, hanem szétszórtan, több belső megyétől is csatoltak a határvárhoz várföldeket, várfalvakat. Ezért a határvármegye területe nem volt feltétlenül összefüggő.
A 13. századtól fokozatosan kialakuló végvári rendszer a 15. századtól kezdve az egyre erősödő török támadásokkal szemben védte az ország déli határait. A korszak határőrei a végvári vitézek voltak, akik a török hódítók kiűzéséig nemcsak a magyar föld, hanem az egész keresztény Európa védelmében vívták hősies harcukat.
A török hódítók kiűzése után Magyarország déli és keleti határainak védelmére kialakultak a határőrvidékek, amelyek kb. 200 évig biztosították a országhatárt, 1867 után azonban ezek fokozatosan megszűntek. A magyar Országgyűlés törvényben szabályozta a határőrizet helyzetét és az 1903. évi VIII. törvény döntött a határrendőrség felállításáról. A szervezetnél – amely az első világháború végéig eredményesen működött – már megvalósult a határőrizet, határforgalom-ellenőrzés, idegenrendészet egysége.
Magyarország határőrizetét a két világháború között a trianoni békeszerződés által megszabott lehetőségek befolyásolták. A magyar kormány engedélyt kapott arra, hogy a határok őrizetére felállítsa a Magyar Királyi Vámőrséget. A vámőrség a magyar haderő álcázott része volt, katonai szervezetben tevékenykedett, őrizte az államhatárt, biztosította a határvédelmet és a kishatárforgalom ellenőrzését, és vám feladatokat is látott el. Ezt a szervezetet 1932-től Magyar Királyi Határőrséggé szervezték át, majd 1938-ban határvadászok néven beolvasztották a honvédségbe.

### A második világháború után
A második világháború után az államhatár őrizetét, a határforgalom ellenőrzését a Honvéd Határőrség és az államrendőrségen belül külön szolgálati ágként működő Határrendőrség látta el. A Honvéd Határőrség parancsnoka Szalvai Mihály volt 1948. február 16-tól 1949. december 31-ig. 1950. január 1-jén a Határőrséget beolvasztották az Államvédelmi Hatóságba. 
Erre az időszakra esett a déli és a nyugati határszakaszon a totális határőrizeti rendszer kiépítése. 1950-ben a déli, majd 1952-ben a nyugati határszakaszon is 15 km-es határövezetet, ezen belül 500 és 50 méteres határsávot hoztak létre, amelyekbe csak rendőrségi illetve határőrségi engedéllyel lehetett belépni. Az 50 m-es határsávba kizárólag határőrök mehettek be. 
A nyugati határszakaszon a határvonal mellett négyzethálós rendszerű, szögesdrótból készült műszaki zárat építettek ki. Délen és Nyugaton is gyalogsági aknamezőt építettek ki az államhatár mentén 318 km hosszúságban. Az aknamezőket 1956-ban megszüntették, az aknákat felszedték, de 1957-ben a nyugati határszakaszon újratelepítették. A déli határövezet végül 1965-ben, a nyugati pedig 1969-ben szűnt meg. Az aknamező teljes felszedése 1971-ben fejeződött be, helyette 248 km hosszúságban az akkori Szovjetunióban használt gyengeáramú, SZ-100 típusú elektromos jelzőrendszert építettek ki.

### A rendszerváltás idején
A Határőrség történetében 1989-től történelmi jelentőségű változások kezdődtek. A nyugati és déli határszakaszokon megszűnt a nyomsáv, lebontották az osztrák határon az elektromos jelzőrendszert.
1989-ben Magyarország csatlakozott 1951. évi genfi egyezményhez. A magyar változások hatására sok NDK-s állampolgár jött Magyarországra, mert remélte, hogy itt sikerül majd továbbjutnia Nyugat-Németországba. A Kormány döntése alapján, a Határőrség az 1989. szeptember 11-én megtörtént páneurópai pikniket követően, megnyitotta előttük a nyugati határszakasz határátkelőhelyeit. A döntés következtében november 9-ig, a berlini fal lebontásáig több tízezer (becslés) NDK-s állampolgár települt át Magyarországon keresztül Németország nyugati felébe. 
1990-től megkezdődött a hivatásos határőrizet kiépítése és ezzel együtt a Határőrség szervezetének gyökeres átalakítása. Megszerveződött a tíz Határőr Igazgatóság, a Határőrség regionális irányító szerve, a nagy számban felvett hivatásos határőrök felkészítésére határőr szakközépiskolák jöttek létre. 1991. november 15-én megalakultak három igazgatóság alárendeltségében (Nagykanizsa, Pécs, Kiskunhalas) az ún. akció századok, melyeket később valamennyi igazgatóságnál létrehoztak, és a Határőrség megszűnéséig határvadász századokként működtek. 1998 áprilisában az utolsó sorkatonák is leszereltek a Határőrségtől. Bővült a Határőrség feladatköre és folyamatosan megszülettek a határőrizetet szabályozó törvények. A Határőrség tevékenységét szabályozó jogi háttér végül az 1997. évi XXXII. számú, a határőrizetről és a Határőrségről szóló törvénnyel vált teljessé.

### Jogszabály
A Határőrség feladat rendszerét a 2004. évi CIV. törvénnyel módosított 1949. évi XX. tv-a MK. Alkotmánya- 40/A. §.(1) bekezdése rögzítette: „A határőrség alapvető feladata az államhatár őrzése, rendjének fenntartása.”
A rendőrségről szóló 1994. évi XXXIV. tv. 97. §. szerint Magyarország rendvédelmi szervei a rendőrség, a határőrség, a polgári védelem állami szervei, a hivatásos tűzoltók, katasztrófavédelem erői, a vám és pénzügyőrség szervei, a büntetésvégrehajtási testület voltak.
A 2001. évi XXXIII. tv-el módosított, a határőrizetről és a Határőrségről szóló 1997. évi XXXII. tv. 2. §. szerint: A Határőrség, határrendészeti feladatait a fenti törvény rendelkezései, valamint a rá vonatkozó más törvények és jogszabályok alapján hajtja végre.

## A Magyar Határőrség országos parancsnokai
- Pálffy György 1946–1948
- Szalvay Mihály 1948–1950
- Kajli József 1950
- Piros László 1950–1953
- Valencsák János 1953–1956
- Szalva János 1956–1957
- Gyurkó Lajos 1957–1960
- Korom Mihály 1960–1963
- Szabó Gusztáv 1964–1974
- Földesi Jenő 1974–1976
- Tóth Imre 1976–1986
- Székely János 1986–1990
- Nováky Balázs hőr. altábornagy 1990–1999
- Béndek József hőr. altábornagy 1999–2007

## Integrálódás a Rendőrségbe
Magyarország Európai Unióhoz való csatlakozása után felmerült, hogy a folyamatok előrehaladtával már nem lesz szükség önálló Határőrségre, ezért előkészítették a Rendőrség és a Határőrség összevonásának tervezetét. Ennek értelmében az uniós határterületeken a határőrök egyszerűen beolvadnának a rendőrségbe, a keleti határterületeken pedig ugyan megmaradna a szervezet önállósága, de a Rendőrségen belül, Határvédelmi Igazgatóság néven. 
Ezek a tervek 2007 elejétől kezdve folyamatosan módosultak és a két szervezet teljes integrálódását vetítették előre. Az előzetes tervekből annyi maradt meg, hogy az EU külső határok mentén elhelyezkedő egyes magyar megyék megyei rendőr-főkapitányi posztjait határőr tábornokok kapták meg, így a húsz megyei posztból hármat kaptak meg határőrök, Bács-Kiskun megye, Baranya megye, Szabolcs-Szatmár-Bereg megye valamint a Ferihegyi Rendőr Igazgatóság parancsnoki beosztását, amelynek legfontosabb feladata az ország legnagyobb határátkelőjének, a Ferihegyi repülőtérnek a rendészeti igazgatása. A Határőrség azonban országos szinten megszűnt létezni mint önálló közigazgatási szerv, önálló jogi személy. 
A testület 2008. január 1-jén beolvadt a Magyar Köztársaság Rendőrségébe, szervezeti önállósága megszűnt, ingatlanvagyona, járművei, egyéb eszközei – mintegy 40 milliárd forint értékben – a Rendőrség részére átadásra kerültek.